# Международна федерация по гимнастика
Международната федерация по гимнастика (на френски: Federation Internationale de Gymnastique, инициали FIG; на английски: International Federation of Gymnastics, инициали IFG) е първата международна спортна организация.
Основана е в Лиеж, Белгия на 23 юли 1881 г. Страни учредители са: Белгия, Франция и Нидерландия. Първоначалното ѝ название е Европейска гимнастическа организация. Федерацията получава сегашното си име и в нея започват да членуват и неевропейски държави от 1921 г.

Международната федерация по гимнастика определя регламентите на състезанията и оценката на състезателите по шест гимнастически дисциплини:
- обща гимнастика
- скокове на батут
- спортна аеробика
- спортна акробатика
- спортна гимнастика
- художествена гимнастика

Международната федерация по гимнастика организира световни първенства по съответните дисциплини.